# Andrés Vásquez
Andrés Javier Vásquez (* 16. Juli 1987 in Lima) ist ein ehemaliger peruanischstämmiger schwedischer Fußballspieler. Er besitzt beide Staatsbürgerschaften.

## Werdegang

### Durchbruch in Schweden, schwere Zeit in der Schweiz
Vásquez spielte zunächst bei verschiedenen Vereinen in Göteborg, ehe er 1997 in die Jugendabteilung von IFK Göteborg wechselte. Am 7. Juli 2005 debütierte er für den Klub gegen Gefle IF in der Allsvenskan. In seiner ersten Erstligaspielzeit kam er jedoch nur zu drei Einsätzen als Einwechselspieler. Jedoch sammelt er in der Royal League und dem UEFA Intertoto Cup erste internationale Erfahrung. In der Spielzeit 2006 konnte er sich im Erstliga-Kader etablieren und nach zwei weiteren Partien als Einwechselspieler stand er beim 2:2-Unentschieden im heimischen Gamla Ullevi gegen Helsingborgs IF erstmals in der Startelf. Insgesamt bestritt er 25 der 26 Saisonspiele, wobei er zwischen Stammelf und Auswechselbank pendelte. Im Herbst kam er zu seinem ersten Einsatz im blau-gelben Trikot der schwedischen U-21-Nationalmannschaft: bei der 2:4-Niederlage am 14. November gegen die französische Juniorenauswahl stand er in der Startelf und wurde in der 63. Spielminute durch Robert Åhman-Persson ersetzt.
Im Mai 2007 erlangte Vásquez internationale Aufmerksamkeit, als ihm beim 4:0-Erfolg über Örebro SK ein sehenswertes Tor gelang. Schwedische Medien bezeichneten den Treffer als „Tor des Jahrhunderts“. Am Ende des Jahres wurde er schwedischer Fußballmeister und im Dezember des Jahres gab der Klub bekannt, dass er Schweden verlassen werde und im Januar 2008 zum FC Zürich wechselte. Er unterschrieb dort einen bis 2011 gültigen Vertrag. Beim amtierenden Schweizer Meister pendelte er zwischen Stammelf und Auswechselbank, keinen seiner zwölf Einsätze in der Axpo Super League bis zur Sommerpause absolvierte er über die gesamte Spieldauer. Bei der 1:3-Niederlage bei Neuchâtel Xamax am 22. März des Jahres erzielte er in der 70. Spielminute mit dem Ehrentreffer sein erstes Pflichtspieltor in der Schweiz.
Nachdem Vásquez in der Schweiz – unter anderem wegen Undiszipliniertheiten – von Trainer Bernard Challandes in der Spielzeit 2008/09 nicht mehr berücksichtigt worden war und nur noch in der U-21-Mannschaft des Klubs zum Einsatz gekommen war, meldete Anfang Juni die englische Presse einen Wechsel zu Stoke City. Der Spieler erklärte jedoch, in Gesprächen mit dem Verein über seine Zukunft zu sein und gegebenenfalls mit ihm in der Champions League antreten zu wollen. Im November des Jahres versetzte der Klub ihn, nachdem er zu Saisonbeginn als Einwechselspieler drei Kurzeinsätze in der Liga hatte und gegen den AC Bellinzona beim 4:1-Erfolg als Torschütze in der Nachspielzeit in Erscheinung trat, gemeinsam mit Almen Abdi erneut in die U-21-Mannschaft und erklärte, ohne ihn zu planen.
Im Januar 2011 wechselte Vásquez innerhalb der Schweiz auf Leihbasis zum Lokalrivalen Grasshopper Club Zürich, der zudem eine Kaufoption vereinbarte. Dort kam er bis zum Ende der Leihfrist im Sommer lediglich zu einem Kurzeinsatz als Einwechselspieler, der Verein verzichtete auf eine feste Verpflichtung.

### Erfolglose Rückkehr nach Schweden und abermals in die Schweiz
Im Sommer 2011 kehrte Vásquez nach Göteborg zurück. Er schloss sich dem Erstligisten BK Häcken an, bei dem er Anfang Juli einen Zwei-Jahres-Kontrakt unterzeichnete. Da die Sommertransferperiode erst am 1. August begann, war er jedoch erst ab diesem Datum spielberechtigt, und bestritt bis zum Saisonende acht Ligaspiele. Die Spielzeit 2012 war von diversen Verletzungen überschattet, so dass er kein Ligaspiel für die Wettkampfmannschaft bestreiten konnte. Letztlich verzichtete Trainer Peter Gerhardsson auf seine Dienste – auch in der ersten Hälfte der Spielzeit 2013 blieb er ohne Spielminute, so dass er nach Auslaufen seines Vertrages im Sommer 2013 vom Klub nicht weiter beschäftigt wurde und anschließend vereinslos war.
Nach einem Jahr ohne Verein schloss Vásquez sich dem Schweizer Klub FC Wil an, der in der Challenge League in der Vorsaison den dritten Tabellenplatz belegt hatte. Beim Klub aus der Äbtestadt unterzeichnete er Anfang August 2014 einen Kontrakt mit zwei Jahren Laufzeit.